# Charles Fillmore
Charles Fillmore (Saint Cloud, 22 agosto 1854 – 5 luglio 1948) è stato un mistico statunitense, cofondatore – insieme alla moglie Myrtle – della Unity Church, una chiesa cristiana ispirata alle idee del movimento del New Thought.

## Insegnamenti
Charles e Myrtle Fillmore soffrivano entrambi di problemi di salute e fu questo che li portò a sviluppare un sistema di credenze pratiche e religiose che permetteva loro di migliorare la loro condizione.
La base dei loro insegnamenti è molto semplice: 
- Dio è buono;
- Dio è disponibile, dal momento che Egli è in ognuno di noi.

Fillmore fondò la "Unity Vegetarian Inn" vicino a Kansas City, insieme alla moglie Myrtle; entrambi erano vegetariani per ragioni etiche, contrari alla vivisezione, all'uso di pelli e a quant'altro potesse cagionare sofferenza agli animali.
Negli ultimi anni della sua vita, Fillmore si sentiva così giovane e in forma che arrivò a pensare di essere fisicamente immortale o di essere la reincarnazione di Paolo di Tarso.
Importante è considerato il suo contributo di mistico all'interpretazione metafisica delle sacre scritture.

## Opere
- Atom-Smashing Power of Mind (1949)
- Christian Healing
- Dynamics for Living
- Jesus Christ Heals (1936)
- Keep a True Lent
- The Metaphysical Bible Dictionary
- Mysteries of Genesis
- Mysteries of John
- Prosperity
- The Revealing Word
- Talks on Truth (1922)
- Teach Us to Pray
- The Twelve Powers of Man